# Shape of despair
Shape of Despair is een funeral doomband uit Finland. De band begon onder de naam Raven in 1995, ze veranderden hun naam in september 1998, het label van de band is Spinefarm Records.
De ep 'Written In My Scars' uit 2010 is uitgebracht door het label Solarfall Records, een sublabel van Aftermath Music.

## Discografie
- Shades of... (cd, 2000)
- Angels of Distress (cd, 2001)
- Illusion's Play (cd, 2004
- Shape of Despair (Compilatie, 2005)
- Written in My Scars (ep, 2010)